# Кирил Несторов
Кирил Несторов е български финансист.

## Биография
Роден е на 3 септември 1912 г. в Лясковец. Първоначално учи в Търговска гимназия във Велико Търново, а завършва Софийската търговска гимназия. През 1940 г. завършва финанси в Свободния университет в София.
От 1934 г. работи последователно като книговодител, помощник-счетоводител и счетоводител в спестовно-строителна кооперация „Стопанин“. ОТ 1942 г. е контрольор в Ючбунарската популярна банка, а през 1944 г. – и инспектор в Съюза на популярните банки.
През 1949 г. става директор в БНБ. Следващата година става главен финансов инспектор в администрацията на Министерския съвет. В периода 1953 – 1959 г. е заместник-министър на финансите.
От 1959 до 1969 г. е управител на БНБ, включително по време на Дълговата криза от 1958-1962 година. През 1962 г. през неговия мандат е осъществена нова парична реформа след реформите при Цончев и Мечкаров. В периода 1963 – 1969 г. е заместник-секретар и член на Съвета на Международната банка за икономическо сътрудничество.
От 1970 до 1974 г. е заместник-министър на външните работи. От 1974 до 1990 г. е заместник-председател на Централната контролно-ревизионна комисия на БКП.
Председател е на Българската футболна федерация в периода 1961 – 1962 г.